# Peruanischer Fruchtvampir

Verbreitungsgebiet des Peruanischen Fruchtvampirs

Der Peruanische Fruchtvampir (Artibeus fraterculus) ist ein im nordwestlichen Südamerika verbreitetes Fledertier in der Gattung der Eigentlichen Fruchtvampire. Die Population galt zeitweilig als Unterart der Jamaika-Fruchtfledermaus (Artibeus jamaicensis). Der Artzusatz im wissenschaftlichen Namen ist die lateinische Bezeichnung für Brüderchen. Er wurde gewählt, da die Art innerhalb der größeren Gattungsvertreter die Kleinste ist.

## Merkmale
Die schwanzlosen Exemplare sind 64 bis 76 mm lang, besitzen 52 bis 59 mm lange Unterarme und wiegen 30 bis 55 g. Es kommen 12 bis 16 mm lange Hinterfüße und 15 bis 21 mm lange Ohren vor. Das 11 bis 14 mm lange Nasenblatt besteht aus einer hufeisenförmigen Grundform und einem blattförmigen Aufsatz. Es ist nicht mit der Oberlippe verbunden. Auf der Unterlippe sind etwa 15 warzenartige Auswüchse vorhanden. Mit ihrem je nach Jahreszeit hell graubraunen oder gelbbraunem Fell ist die Art der hellste Gattungsvertreter in Südamerika. Die Haare der Unterseite haben silbergraue Spitzen, was an Raureif erinnert. Die Behaarung erreicht die körpernahen Bereiche der Unterarme. Typisch ist ein Kontrast zwischen den schwarzbraunen Flughäuten und den hellbraunen Fingern, Schenkeln, Ohren sowie dem hellen Nasenblatt. Die Schwanzflughaut besitzt in der Mitte eine Kerbe und einen Haarsaum an der Kante. Von der Stirn bis zu beiden Seiten des Nasenblatts sowie unter den Augen gibt es helle Streifen, die allgemein undeutlich sind. Die Zahnformel lautet I 2/2, C 1/1, P 2/2, M 2/3, was 30 Zähne im Gebiss ergibt. Der diploide Chromosomensatz enthält 30 Chromosomen (2n=30).

## Verbreitung
Der Peruanische Fruchtvampir lebt im westlichen Ecuador und westlichen Peru etwa bis zur Südgrenze der Region Lima. Er hält sich im Flachland und in den Anden bis gewöhnlich 1600 Meter Höhe auf. Selten kommen Exemplare auf 2100 Meter Höhe vor. Das Habitat variiert zwischen Mangrovensümpfen, feuchten Wäldern, trockenen Buschflächen und Halbwüsten, wobei trockene Landschaften bevorzugt werden.

## Lebensweise
Dieser Fruchtvampir nutzt verschiedene Unterschlüpfe wie Baumhöhlen, Höhlen, verlassene Bergwerke, selten genutzte Gebäude wie Kirchen, die Unterseite von Brücken, Termitenhügel oder dichtes Blattwerk. Im Versteck bilden sich kleine Gruppen mit etwa 9 Mitgliedern oder Kolonien aus ungefähr 710 Individuen. Die Tiere fressen verschiedene Früchte. Davon wurden Feigen, Mango, Brotnussbaum, Muntingia calabura, Echte Guave, Syzygium jambos, Japanische Wollmispel, Arten der Nachtschatten und Cecropia polystachya festgestellt. Berichte, wonach Insekten zur Nahrung zählen, bedürfen einer Überprüfung. Die Art teilt ihr Revier mit einer Reihe von anderen Fledermäusen. Sie nutzt zur Orientierung Echoortungsrufe. Diese sind etwa 1,6 Millisekunden lang und starten bei einer Frequenz von 89 bis 104 kHz, während sie mit 60 bis 68 kHz enden. Die stärkste Intensität wird bei 68 bis 84 kHz erreicht. Der Peruanische Fruchtvampir hat eine Paarungszeit in der Regenzeit und eine weitere in der Trockenperiode. Unterschiedliche Studien in Ecuador fanden im April, Oktober sowie November trächtige Weibchen und im Juli sowie November Weibchen mit aktiven Zitzen. Für die Gattung ist ein Neugeborenes pro Wurf üblich.
Die Art wird von der Schleiereule und vermutlich von anderen Eulen und Raubvögeln der Region gejagt. Möglicherweise fallen einige Individuen der Großen Spießblattnase zum Opfer.

## Gefährdung
Manche Exemplare werden als Schädlinge in Obstplantagen bekämpft. Die IUCN listet die Art trotz leichter Populationsabnahme als nicht gefährdet (least concern).